# Immunoprecipitació
La immunoprecipitació (IP) és la tècnica mitjançant la qual un antigen proteic és precipitat d'una solució fent ús d'un anticòs que s'uneix específicament a una proteïna. Aquest procediment pot ser utilitzat per a aïllar i concentrar una proteïna particular d'una mostra que conté milers de proteïnes distintes.

## Tipus
Immunoprecipitació proteica individual (IP)Implica l'ús d'un anticòs específic d'una proteïna coneguda per a aïllar aquesta proteïna concreta d'una solució que conté moltes proteïnes diferents. Aquestes solucions seran freqüentment en forma de lisat d'un teixit de planta o animal. Un altre tipus de mostra poden ser líquids corporals o altre tipus de mostres d'origen biològic.
Immunoprecipitació de complexos proteics (Co-IP)La immunoprecipitació de complexos proteics intactes (per exemple, un antigen i proteïnes o ligands units a ell) és coneguda com a co-immunoprecipitació (Co-IP). Co-IP funciona seleccionant un anticòs que té com a diana una proteïna coneguda que es creu que pertany a un gran complex de proteïnes. Localitzant a aquest membre conegut amb un anticòs pot fer possible aïllar tot el complex dins d'una solució donada i, d'aquesta manera, ens permet aïllar i identificar els membres desconeguts del complex.
Aquesta tècnica funciona quan les proteïnes que formen el complex s'uneixen d'una manera estreta l'unes a les altres. Açò fa possible aïllar múltiples membres del complex de la solució inicial. Co-IP és una poderosa tècnica que és utilitzada regularment per biòlegs moleculars per a analitzar interaccions proteïna-proteïna.

ChIP-sequencing workflow

Immunoprecipitació de cromatina (ChIP)La immunoprecipitació de cromatina (ChIP) és un mètode utilitzat per a determinar la localització dels llocs d'unió a l'ADN d'un genoma per a una particular proteïna d'interès. Aquesta tècnica ens dona una visió de les interaccions proteïna-ADN que ocorren dins del nucli de cèl·lules vives o teixits. La natura in vivo d'aquest mètode contrasta amb altres aproximacions emprades tradicionalment per a respondre a aquestes mateixes qüestions.
Immunoprecipitació d'RNA (RIP)Una tècnica similar a ChIP és la immunoprecipitació d'ARN. En aquest cas les dianes de la immunoprecipitació són proteïnes d'unió a ARN.
Etiquetatge de proteïnesUn dels principals obstacles tècnics a la immunoprecipitació és la dificultat de generar un anticòs que siga específic d'una proteïna individual coneguda. Per superar aquest obstacle, alguns grups han dissenyat l'etiquetatge proteic en C' o N' terminal de la proteïna d'interès. L'avantatge és que la mateixa etiqueta pot ser gastada en diverses proteïnes diferents i l'investigador pot utilitzar el mateix anticòs cada vegada. Exemples d'etiquetes utilitzades són la proteïna de fluorescència verda (GFP), glutatió-S-transferasa (GST) i l'etiqueta FLAG.